# Élévation (album d'Anggun)
 (juin 2012).
Si vous disposez d'ouvrages ou d'articles de référence ou si vous connaissez des sites web de qualité traitant du thème abordé ici, merci de compléter l'article en donnant les références utiles à sa vérifiabilité et en les liant à la section « Notes et références ».
Pour les articles homonymes, voir Élévation.
Albums de Anggun
Luminescence
(2005) Échos
(2011)
Singles
1. Si tu l'avoues / Crazy / Jadi Milikmu
Sortie : 30 juin 2008
2. Si je t'emmène / My Man
Sortie : 20 octobre 2008
3. No Stress (feat Laurent Wolf)
Sortie : 2008
4. No Song / Berganti Hati
Sortie : 2009

Élévation est le 4e album français d'Anggun, paru le 20 octobre 2008. Il sort en Indonésie et en version internationale le même jour.

## Présentation
Ce quatrième album change de ses précédents albums qui avaient tendance à représenter la culture européenne tandis que celui-ci est plutôt inspiré du style américain avec un mélange de différents styles : urban, hip hop, R&B, dance et rap. Sur cet album, Anggun collabore avec Tefa & Masta, producteurs de musique urbaine aux États-Unis.
Comme d'habitude, pour le marché de l'Asie du Sud-Est Anggun a inclus des chansons en indonésien. Si, dans les précédents albums internationaux, Anggun n'a incorporé qu'un bonus de chansons en indonésien, ici, l'album comprend trois chansons en indonésien, à savoir Jadi Milikmu, Sebelum Berhenti et Berganti Hati.
L'album contient un seul single[pas clair], Si tu l'avoues pour l'édition française, Crazy pour l'édition internationale et Jadi Milikmu pour l'Indonésie.
C'est l'album de Anggun qui s'est vendu le plus rapidement en Indonésie et a obtenu le double disque de platine avant que l'album ait été officiellement publié. En revanche c'est son album le moins bien vendu sur la scène internationale.[réf. nécessaire]

## Liste des titres Français
| 1.  | J'ignorais tout (feat. Sinik)                           | Anggun, Julie Grignon, Sinik            | J-Mi Sissoko, Wealstarr         | 4:22 |
| 2.  | Si tu l'avoues                                          | Anggun, Julie Grignon                   | Anggun, Wealstarr               | 3:59 |
| 3.  | Hymne à la vie                                          | Anggun, Nadine Legat                    | Denis Clavaud, J-Mi Sissoko     | 4:24 |
| 4.  | Rien à écrire                                           | Anggun, Sako                            | J-Mi Sissoko                    | 4:13 |
| 5.  | Le Bluffeur (interlude)                                 | Anggun                                  | Cyril Montana                   | 0:23 |
| 6.  | Si je t'emmène (feat. Pras Michel)                      | Anggun, Pras Michel, Sako               | J-Mi Sissoko, Stromae           | 3:39 |
| 7.  | Plus forte (feat. Big Ali)                              | Anggun, Big Ali, Tunisiano              | J-Mi Sissoko, Tefa & Masta      | 3:33 |
| 8.  | Cette nuit                                              | Anggun, Sako                            | Anggun, J-Mi Sissoko, Wealstarr | 3:43 |
| 9.  | Tentation                                               | Anggun, Sako                            | Anggun, K-Reen, Wealstarr       | 3:18 |
| 10. | Le Temps perdu                                          | Anggun, Damien                          | Anggun, J-Mi Sissoko, Wealstarr | 3:28 |
| 11. | Est-ce un hasard?                                       | Anggun, Bardi Johannsson, Julie Grignon | Anggun, Bardi Johannsson        | 3:44 |
| 12. | Selamat Tidur (interlude)                               | Anggun                                  | Anggun                          | 0:39 |
| 13. | Eden in Her Eyes                                        | Anggun                                  | Anggun, Tefa & Masta            | 4:32 |
| 14. | Un jour sur terre (générique du film Un jour sur Terre) | Anggun, Évelyne Kral                    | Anggun, Tefa & Masta            | 3:47 |

| 1.  | A Change                                          | Anggun                   | J-Mi Sissoko, Wealstarr         | 3:05 |
| 2.  | Crazy                                             | Anggun                   | Anggun, Wealstarr               | 4:21 |
| 3.  | Seize the Moment                                  | Anggun                   | Denis Clavaud, J-Mi Sissoko     | 4:24 |
| 4.  | No Song                                           | Anggun                   | J-Mi Sissoko                    | 4:13 |
| 5.  | My Man (feat. Pras Michel)                        | Anggun, Pras Michel      | J-Mi Sissoko, Stromae           | 3:39 |
| 6.  | Stronger (feat. Big Ali)                          | Anggun, Big Ali          | J-Mi Sissoko, Tefa & Masta      | 3:32 |
| 7.  | Give It to Love                                   | Anggun                   | Anggun, J-Mi Sissoko, Wealstarr | 3:42 |
| 8.  | Hide & Run                                        | Anggun                   | Anggun, K-Reen, Wealstarr       | 3:17 |
| 9.  | Divine                                            | Anggun                   | Anggun, J-Mi Sissoko, Wealstarr | 3:28 |
| 10. | Is It a Sign?                                     | Anggun, Bardi Johannsson | Anggun, Bardi Johannsson        | 3:42 |
| 11. | World                                             | Anggun                   | Anggun, Tefa & Masta            | 3:47 |
| 12. | Si tu l'avoues (Laurent Wolf radio edit)          | Anggun, Julie Grignon    | Anggun, Wealstarr               | 3:15 |
| 13. | Si tu l'avoues (Tomer G & Roi Tochner radio edit) | Anggun, Julie Grignon    | Anggun, Wealstarr               | 4:11 |

## Liste des titres Internationaux
| 1.  | A Change                   | Anggun, Jmi Sissoko, Wealstarr            | 3:05 |
| 2.  | Crazy                      | Anggun, Wealstarr                         | 4:21 |
| 3.  | Seize the Moment           | Anggun, Denis Clavaud, Jmi Sissoko        | 4:24 |
| 4.  | No Song                    | Anggun, Jmi Sissoko                       | 4:13 |
| 5.  | Le Bluffeur (interlude)    | Anggun, Cyril Montana                     | 0:23 |
| 6.  | My Man (feat. Pras Michel) | Anggun, Pras Michel, Jmi Sissoko, Stromae | 3:39 |
| 7.  | Stronger (feat. Big Ali)   | Anggun, Jmi Sissoko, Tefa, Masta          | 3:32 |
| 8.  | Give It to Love            | Anggun, Jmi Sissoko, Wealstarr            | 3:42 |
| 9.  | Hide & Run                 | Anggun, Kreen, Wealstarr                  | 3:17 |
| 10. | Divine                     | Anggun, Wealstarr, Jmi Sissoko            | 3:28 |
| 11. | Is It a Sign?              | Anggun, Bardi Johansson                   | 3:42 |
| 12. | Selamat Tidur (interlude)  | Anggun                                    | 0:41 |
| 13. | Eden in Her Eyes           | Anggun, Tefa, Masta                       | 4:32 |
| 14. | World                      | Anggun, Tefa, Masta                       | 3:47 |

| 1.  | A Change                              | Anggun, Jmi Sissoko, Wealstarr            | 3:05 |
| 2.  | Jadi Milikmu (Crazy)                  | Anggun, Wealstarr                         | 4:18 |
| 3.  | Sebelum Berhenti (Seize The Moment)   | Anggun, Denis Clavaud, Jmi Sissoko        | 4:23 |
| 4.  | Berganti Hati (No Song)               | Anggun, Jmi Sissoko                       | 4:13 |
| 5.  | My Man (feat. Pras Michel)            | Anggun, Pras Michel, Jmi Sissoko, Stromae | 3:39 |
| 6.  | Stronger (feat. Big Ali)              | Anggun, Jmi Sissoko, Tefa, Masta          | 3:32 |
| 7.  | Give It to Love                       | Anggun, Jmi Sissoko, Wealstarr            | 3:42 |
| 8.  | Hide & Run                            | Anggun, Kreen, Wealstarr                  | 3:17 |
| 9.  | Divine                                | Anggun, Wealstarr, Jmi Sissoko            | 3:28 |
| 10. | Is It a Sign?                         | Anggun, Bardi Johansson                   | 3:42 |
| 11. | Selamat Tidur (interlude)             | Anggun                                    | 0:41 |
| 12. | Eden in Her Eyes                      | Anggun, Tefa, Masta                       | 4:32 |
| 13. | World                                 | Anggun, Tefa, Masta                       | 3:47 |
| 14. | Crazy (Laurent Wolf Radio Edit)       | Anggun, Wealstarr                         | 4:18 |
| 15. | Stronger (No Rap Version)             | Anggun, Jmi Sissoko, Tefa, Masta          | 3:32 |
| 16. | Shine (TV Song)                       | Morgan Visconti, Rosi Golan               | 3:01 |
| 17. | No Stress (Laurent Wolf feat. Anggun) | Laurent Wolf, Jeremy Hills, Eric Carter   | 3:18 |

| 1.  | A Change                                  | Anggun, Jmi Sissoko, Wealstarr            | 3:05 |
| 2.  | Crazy                                     | Anggun, Wealstarr                         | 4:21 |
| 3.  | Seize the Moment                          | Anggun, Denis Clavaud, Jmi Sissoko        | 4:24 |
| 4.  | О нас с тобой (feat. Max Lorens)          | Anggun, Jmi Sissoko                       | 4:13 |
| 5.  | My Man (feat. Pras Michel)                | Anggun, Pras Michel, Jmi Sissoko, Stromae | 3:39 |
| 6.  | Stronger (feat. Big Ali)                  | Anggun, Jmi Sissoko, Tefa, Masta          | 3:32 |
| 7.  | Give It to Love                           | Anggun, Jmi Sissoko, Wealstarr            | 3:42 |
| 8.  | Hide & Run                                | Anggun, Kreen, Wealstarr                  | 3:17 |
| 9.  | Divine                                    | Anggun, Wealstarr, Jmi Sissoko            | 3:28 |
| 10. | Is It a Sign?                             | Anggun, Bardi Johansson                   | 3:42 |
| 11. | World                                     | Anggun, Tefa, Masta                       | 3:47 |
| 12. | Saviour                                   | Anggun, Evelyne Kral, Frédéric Jaffré     | 3:44 |
| 13. | I'll Be Alright                           | Anggun, Alice L.B., Cyril Paulus          | 3:07 |
| 14. | Saviour (Teetoff's Dance Radio Edit)      | Anggun, Jean-Pierre Taïeb                 | 3:50 |
| 15. | In Your Mind                              | Anggun, Jean-Pierre Taïeb                 | 3:28 |
| 16. | Crazy (Tomer G. & Roi Tochner Radio Edit) | Anggun, Wealstarr                         | 4:11 |
| 17. | No Song                                   | Anggun, Jmi Sissoko                       | 4:13 |

## Classements
| Pays      | Meilleure position |
| --------- | ------------------ |
| Indonésie | 1                  |
| France    | 36                 |
| Belgique  | 86                 |